# Hans Erik Ras
Hans Erik Ras (Haarlem, 22 maart 1921 – Wassenaar, 7 maart 2008) was een Nederlands rechtsgeleerde die zijn rechterlijke carrière afsloot als president van de Hoge Raad der Nederlanden.
Erik Ras werd geboren als zoon van Gerard Ras, die leraar Duits en conrector was op het gymnasium in Haarlem. Hij behaalde in 1939 zijn diploma aan het gymnasium en studeerde van 1941 tot 1945 rechten aan de Vrije Universiteit Amsterdam waar hij in 1966 bij Heko Köster cum laude promoveerde op Het tussenvonnis in het burgerlijk procesrecht (zie bibliografie). In mei 1945, na de Duitse capitulatie, ging hij in Haarlem werken bij de Districtsleiding van de Politieke Opsporingsdienst (POD), een organisatie die zich vooral bezighield met het opsporen van en onderzoek doen naar mensen die in meer of mindere mate met de Duitsers hadden gecollaboreerd. In augustus van dat jaar werd hij advocaat en procureur in Apeldoorn en op 1 november 1946 werd Ras benoemd tot waarnemend griffier bij de Rechtbank Arnhem. Bij die rechtbank werd hij in maart 1947 substituut-griffier, in juli 1951 tevens rechter-plaatsvervanger en in juli 1953 rechter.
Begin januari 1964 werd hij benoemd tot raadsheer in het Gerechtshof Arnhem. Inmiddels was hij ook medewerker van het Nederlands Juristenblad (NJB). In juni 1966 volgde zijn benoeming tot raadsheer in de Hoge Raad der Nederlanden in de vacature die was ontstaan door het ontslag van Ch.J.J.M. Petit in verband met het bereiken van de wettelijke leeftijdgrens van 70 jaar voor rechters. In zijn werkzame leven was Ras lid van diverse commissies; zo was hij voorzitter van de Commissie Giraal Effectenverkeer (1970-1974) die het concept van de Wet giraal effectenverkeer vervaardigde en tot 1979 was hij voorzitter van de Staatscommissie Herziening Rechterlijke Organisatie. In juli 1976 werd hij vicepresident van de Hoge Raad en datzelfde jaar werd hij rechter in het Benelux-Gerechtshof.
Eind mei 1987 volgde hij Charles Moons op als president van de Hoge Raad. Dat de keus op Ras viel was in die tijd nog gewoon te noemen: hij was de oudste vicepresident. Bij lagere rechterlijke instanties was anciënniteit als enig criterium voor benoeming tot president al in onbruik geraakt, de Hoge Raad was daar toen nog niet aan toe. Ruim twee jaar later, in oktober 1989, werd hijzelf opgevolgd door Sjoerd Royer. Omdat ditmaal de twee oudste vicepresidenten afzagen van een eventuele benoeming viel in 1989 de keuze op de jongere Royer. Na zijn ontslag als president bleef Ras nog tot april 1991 - de uiterste datum - aan als raadsheer in buitengewone dienst.
Ras overleed in 2008 op 86-jarige leeftijd.